# آسکاریدها
خانوادهٔ آسکارید یا خانواده کرم‌های آسکاریس (نام علمی: Ascarididae)، خانواده‌ای از کرم‌های حلقوی و بزرگ است. اعضای این خانواده، کرم‌های انگلی هستند و تمام انواع مهره‌داران را آلوده می‌کنند. این خانواده شامل تعدادی سرده است.
کرم حلقوی بزرگ، انگل اصلی آسکارید در انسان است که باعث ایجاد آسکاریازیس می‌شود.